# Hladkounovití
Hladkounovití (Triakidae), někdy též psohlavovití, je čeleď žraloků z řádu žralouni (Carcharhiniformes).

## Charakteristika
Jedná se o menší až středně velké žraloky s útlým tělem a velkýma očima. Dospělci typicky měří mezi 1 a 2 metry. Spirakulum je vytvořeno a bývá středně velké až velké. Mají dvě velké hřbetní ploutve bez trnů, přičemž druhá (zadní) hřbetní ploutev nabírá kolem tříčtvrtinové velikosti té první, přední. Zuby jsou malé, tupé. Spirální řasa je přítomna.
Živí se hlavně korýši a občas ryby nebo dokonce hlavonožci, které drtí svými tupými zuby. Většina druhů je vejcoživorodá. Zatímco některé druhy jsou velmi aktivní a takřka neustále plavou, jiné tráví čas odpočinkem při dně. K hladkounovitým patří denní i noční druhy žraloků.

## Výskyt
Obývají moře a výjimečně i sladké vody od tropického po mírný pás v Atlantském, Tichém i Indickém oceánu. I přes rozlehlý výskyt čeledi mívají jednotlivé druhy většinou velmi omezený areál výskytu a řada druhů je endemická geograficky omezeným oblastem. Obývají většinou mělké až středně hluboké vody kontinentálních šelfů.

## Ohrožení
V místech svého výskytu bývají velmi hojní a jsou místně často loveni domorodými rybáři. Zpracováno je žraločí maso, jaterní olej a ploutve. Některé z pobřežních druhů se rozmnožují velice rychle, takže i v případě relativně hojných odlovů se některé populace mohou stačit obnovovat. Nicméně byly zaznamenány i populační kolapsy následkem nadměrného rybolovu, což řadu druhů uvrhlo mezi ohrožené nebo dokonce i kriticky ohrožené druhy.

## Systematika
Čeleď vytyčil britský zoolog John Edward Gray v roce 1851. Nejstarší fosilní zástupci čeledi spadají až do období spodní křídy. Jejich nejbližší, sesterskou skupinou jsou modrounovití (Carcharhinidae), od kterých se odlišují typem zubů, absencí oční blány a předocasního zářezu, a přítomností spirální řasy (část trávicího ústrojí). K hladkounovitým se řadí následující rody, které bývají někdy rozdělovány do těchto podčeledí (seznam druhů je neúplný, jelikož nové druhy jsou průběžně popisovány):
- podčeleď Galeorhininae Gill, 1862
  - Furgaleus Whitley, 1951
    - Furgaleus macki – psohlav Mackův

  - Galeorhinus  de Blainville, 1816
    - Galeorhinus galeus – psohlav obecný
    - Galeorhinus zyopterus – psohlav kalifornský

  - Gogolia  Compagno, 1973
    - Gogolia filewoodi – psohlav novoguinejský

  - Hemitriakis  Herre, 1923
    - Hemitriakis abdita – psohlav útesový
    - Hemitriakis falcata – psohlav srpovitý
    - Hemitriakis japanica – psohlav japonský
    - Hemitriakis leucoperiptera – psohlav běloploutvý

  - Hypogaleus  Smith, 1957
    - Hypogaleus hyugaensis – psohlav čenoocasý

  - Iago  Compagno & Springer, 1971
    - Iago garricki – psohlav dlouhonosý
    - Iago omanensis – psohlav ománský
- podčeleď Triakinae Gray, 1851
  - Mustelus  Linck, 1790
    - Mustelus antarcticus – hladkoun antarktický
    - Mustelus asterias – hladkoun hvězdnatý
    - Mustelus californicus – hladkoun kalifornský
    - Mustelus canis – hladkoun psí
    - Mustelus dorsalis – hladkoun peruánský
    - Mustelus fasciatus – hladkoun pruhovaný
    - Mustelus griseus – hladkoun šedý
    - Mustelus henlei – hladkoun hnědý
    - Mustelus higmani – hladkoun Higmanův
    - Mustelus lenticulatus – hladkoun novozélandský
    - Mustelus lunulatus – hladkoun mexický
    - Mustelus manazo – hladkoun manazo
    - Mustelus mediterraneus – hladkoun středomořský
    - Mustelus mento – hladkoun pacasmayský
    - Mustelus minicanis – hladkoun venezuelský
    - Mustelus mosis
    - Mustelus mustelus – hladkoun obecný
    - Mustelus norrisi – hladkoun floridský
    - Mustelus palumbes – hladkoun kapský
    - Mustelus punctulatus – hladkoun černoskvrnný
    - Mustelus schmitti – hladkoun Smittův
    - Mustelus sinusmexicanus – hladkoun alabamský
    - Mustelus whitneyi – hladkoun Whitneyův

  - Scylliogaleus  Boulenger, 1902
    - Scylliogaleus quecketti – psohlav natalský

  - Triakis  Müller & Henle, 1838
    - Triakis acutipinna – hladkoun ostroploutvý
    - Triakis maculata – hladkoun skvrnitý
    - Triakis megalopterus – hladkoun velkoploutvý
    - Triakis scyllium – hladkoun žralokovitý
    - Triakis semifasciata – hladkoun leopardí
    - = také žralok leopardí